# José (película)
José es un película de drama social guatemalteco dirigida por Li Cheng. Se presentó por primera vez en la 75.ª edición del Festival de Cine de Venecia, en la sección Giornate degli Autori, el 6 de septiembre de 2018. Fue el primer largometraje de Guatemala y de Centroamérica en ser exhibido en dicho festival.
La película narra las experiencias de un joven guatemalteco gay que vive con su madre. Esta historia de crecimiento personal aborda las complejidades de ser una persona LGBTQ+ en busca de amor en un país profundamente religioso y homofóbico.

## Elenco
- Enrique Salanic como José
- Manolo Herrera como Luis
- Ana Cecelia Mota como Mamá
- Jhakelyn Waleska González como Mónica
- Esteban López Ramírez como Carlos
- Juan Andrés Molina Cardona como Juan

## Recepción de la crítica
El crítico de The Hollywood Reporter destacó «una calidad de observación tierna respaldada por un sentido visual seguro» y el «tratamiento sin tapujos del sexo y la desnudez gay», mientras que Rich Cline la describió como «auténtica y honesta».
La película tuvo su estreno en Estados Unidos en el Festival Internacional de Cine de Santa Bárbara en 2019.

## Premios
José fue galardonada con el Queer Lion el 7 de septiembre de 2018. La película también ganó el premio a «Mejor Película en Español» en el Festival Internacional de Cine de Santa Bárbara en 2019.